# Zəhmətkənd
Zəhmətkənd è un comune dell'Azerbaigian situato nel distretto di Gədəbəy. Conta una popolazione di 1 954 abitanti.Il comune è composto dai villaggi di Zəhmətkənd e Qarabulaq.